# Ту-4
Туполев Ту-4 (обозначение по класификация на НАТО – Bull) е 4 витлов, съветски стратегически бомбардировач, на въоръжение във ВВС на СССР от края на 40-те до края на 60-те години на ХХ век.
Самолетът е точно копие на американския бомбардировач Boeing B-29 Superfortress.

## История на създаването
Към края на Втората световна война съветска стратегическа авиация практически все още не съществува. Въпреки успехите на съветската „Авиация за далечно действие“ (АДД), закономерно авиационната промишленост се ориентира към самолети, необходими на непосредствените нужди на фронтовата авиация. Поради тази причина загубите на АДД фактически не били възстановявани, а машините на въоръжение, предимно довоенните модели ТБ-3 и СБ, бързо остарели. Към 1943 година практически всички машини от АДД преминават към военно-транспортната авиация.
Скоро ръководството на страната достига до извода, че след войната, особено отчитайки успехите на ВВС на САЩ и разработваното в СССР и САЩ ядрено оръжие, на СССР е жизнено необходима стратегическа авиация. Затова в началото на 1944 година конструкторско бюро „Туполев“ е натоварено със задачата за разработка на нов стратегически бомбардировач за нуждите на ВВС на СССР. Проектът получава индекс „64“.
През 1944 година ВВС на САЩ осъществява масирани бомбардировки на Япония със самолетите B-29, като машини от този модел три пъти осъществяват аварийно кацане на територията на СССР, след претърпени повреди при въздушните сблъсъци с японската авиация.
През 1945 година в АКБ „Туполев“ се получава заповед да се спрат всички собствени разработки на стратегически бомбардировач и в най-кратки срокове да се изкопира B-29, колкото се може по-точно.
Ту-4, който в процеса на изработка получава индекс Б-4, е точно копие на B-29. Изработката дотолкова била копирана, че размерите при проектиране и изработка били вписани в дюймове, които след това се конвертирали в милиметри. Това създава проблеми при изработването и нарушение до известна степен на летателните характеристики на машината. Например ламарината от дуралуминий за обшивката била с размер 1/16 дюйма, която в СССР не се изработвала. Затова била поставяна ламарина с най-близкия по-голям размер, което повишавало масата на самолета.
Единствените системи, които кардинално се отличавали от оригинала, били двигателите. Туполев решава да не се копират американските двигатели „Wright R-3350“, а да се използва двигател АШ-73, конструирани от А. Д. Швецов, който бил достатъчно близък по показатели до тези на оригинала, а също и малко по-мощен.
Копие на оригинала била и конструкцията на дистанционно управляемите отбранителни кули, приспособени за съветските 23 mm оръдия НС-23.
Ту-4 прави първия си пробен полет в чест на Деня на победата над нацистка Германия – 9 май 1947 г. Извършва летателни изпитания, продължили до 1949 година, след което серийното производство започва незабавно. Специализираните части на ВВС на СССР започват да получават новите машини още през 1949 година. Един от проблемите, които срещат, е опитите да се разработи система за презареждане с гориво във въздуха, които са несполучливи, и така радиусът на полета на самолета не позволявал да се достигне територията на САЩ и да се върне обратно. Системи за дозареждане и допълнителни резервоари с гориво бии поставени само в единични бройки.

## Модификации
През 1948 година започват разработките на крилати ракети КС-1. Модификацията на Ту-4 – „Ту-4К“ бил предназначен за работа с тях и бил разработен през 1951 година, като след летателни изпитания, в началото на 1952 година е приет на въоръжение в морската авиация на СССР.
Също така се разработвал и Ту-4 модификация, захранван с 4 реактивни силови установки, но тази разработка така и не е използвана.
Няколко Ту-4 били снабдени с подобрено радиооборудване и средства за разузнаване, за използването им като предни командни постове.
В Китай на базата на този модел опитват да поставят радарно-локационна установка с далечен обхват, които не са успешни поради голямата маса на радара.

## Използване
В процеса на разработка на Ту-4, отново била създадена съветска школа за проектиране на тежки бомбардировачи, като съветските конструктори придобиват безценен опит, въпреки че производството на ТУ-4 е сравнително кратко.
Спрян е от производство през 1952 година, като дотогава са произведени 847 самолета, някои от които са продадени на Китай в края на 50-те години на 20 век.
Ту-4 е заменен от много по-перспективни модели, като например Ту-16 (през 1954) и Ту-95 (през 1956). В началото на 60-те години на 20 век единственият останал в СССР Ту-4 се използвал като летяща лаборатория за разработка на различни варианти на двигатели.